# ネバー・ダンス・アローン
ネバー・ダンス・アローン（またはMクラブ；英題：Never Dance Alone；中国語原題：女人倶樂部）は、香港のテレビ局無線電視で製作されて、2014年第2クールで放送されたテレビドラマである。全32話。監督はエリック・ツァン。仲良しだった女子高生グループ「M・クラブ」のメンバーたちが、28年の時を経て再度出会い、青春時代を思い出すドラマである。
このドラマは、2011年公開の韓国映画「サニー 永遠の仲間たち」の香港リメイク作品である。日本未公開。

## あらすじ
1980年代、仲良しだった女子高生グループ「Mクラブ」の6人は、全員エアロビクスダンスが好きだった。しかし、高校を卒業した後はそれぞれ進学や就職し、グループは解散しまった。
20年以上の時を経て、Mクラブのメンバーの1人であり今は普通の主婦となった巫小詩は、同じくメンバーだったシンディが精神障害に冒されていることを知る。ある事件をきっかけに疎遠になってしまった彼女たちだったが、シンディのもう一度Mクラブのメンバーに会いたいという願いをかなえるため、小詩はMクラブのメンバーを捜し始める。

## キャスト

### Mクラブのメンバー
- 巫小詩：カルマン・リー（中国語: 李若彤）、アンジェリア・チャン（女子高生時代）
- ジュリー（朱莉）：ロレッタ・リー、ヴィーナス・ウォン（中国語: 王敏奕）（女子高生時代）
- 陸婉秋：フェニー・ユン（中国語: 袁潔瑩）、吳嘉熙（中国語: 吳嘉熙）（女子高生時代）
- アキナ・リヨウ（梁金燕）：グロリア・イップ、キャンディー・ウォン（中国語: 黃山怡）（女子高生時代）
- ジェニー・ホイ（許珍妮）：アンジー・チョン（中国語: 張慧儀）、賴慰玲（中国語: 賴慰玲）（女子高生時代）
- シンディ・ロー（羅鳳仙）：エルヴィーナ・コン（中国語: 江欣燕）、吳燕菁（中国語: 吳燕菁）（女子高生時代）

### 他のメインキャスト
- ダイアナ・ヨン（容丹々）：フローラ・チャン（中国語: 陳慧珊）、ジャニー・チャン（中国語: 陳瀅）（女子高生時代）
- アラン・イウ（姚子倫）：ローレンス・ウン、マシュー・ホー（中国語: 何廣沛）（男子高生時代）
- ローベルト・プーン：ジョー・テイ（中国語: 鄭敬基）、アミゴ・チョイ（中国語: 崔建邦）（青春時代）
- キャリー・トン（湯嘉麗）：イライザ・サム（中国語: 岑麗香）
- 巫志堅：スティーブン・チョン
- メイシー：スカイ・チャン

### ゲスト出演
- エリック・ツァン
- アラン・タム

## 楽曲
ドラマには彼女たちが青春時代を過ごした時代に流行した香港ポップス楽曲として、アラン・タムの「愛的根源」、サマンサ・ラム（中国語: 林志美）の「初恋」（村下孝蔵の「初恋」の広東語カバー）、ダニー・チャンの「恋愛予告」、レスリー・チャンの「不羈的風」などの楽曲が使われている。そして、フレディー・アギラの「ANAK (息子)」、シンディ・ローパーの「ガールズ・ジャスト・ワナ・ハヴ・ファン」など有名な洋楽も使われている。